# Messe solennelle (Berlioz)
Pour les articles homonymes, voir Messe (musique).
La Messe solennelle est une œuvre liturgique du compositeur français Hector Berlioz. Elle est composée en 1824, alors que le compositeur a 20 ans, et est jouée pour la première fois dans l'église Saint-Roch à Paris le 10 juillet 1825 puis à l'église Saint-Eustache en 1827.
Berlioz affirma toute sa vie avoir détruit toute la partition, excepté un mouvement, le Resurrexit. Cependant, en 1991, un organiste et chef de chœur belge, Frans Moors, découvre une partition de l'œuvre à Anvers, manuscrit offert par Berlioz à Antoine Bessems. La première représentation moderne a été dirigée par le chef d'orchestre John Eliot Gardiner dans l'église Saint Petri à Brême le 3 octobre 1993 et le premier enregistrement mondial, télévisé et discographique, a eu lieu le 7 octobre 1993 dans la basilique de Vézelay sous la baguette de Jean-Paul Penin, avec le chœur et l'orchestre de la Philharmonie Nationale de Cracovie, sous le patronage de la Présidence de la République française et de l'UNESCO.
Si cette œuvre reste aujourd'hui confidentielle dans l'œuvre de Berlioz, surtout en regard de la Symphonie fantastique ou des messes postérieures, elle reste un témoignage intéressant des premières tentatives de composition du jeune Berlioz, encore en études de médecine mais déjà passionné par la musique.

## Présentation
Après une courte introduction orchestrale, l’œuvre est découpée en quatorze mouvements, qui correspondent à l’ordinaire de la liturgie (Kyrie, Gloria, Credo, Sanctus, Agnus Dei). Certains des versets reçoivent un numéro particulier en raison de la longueur de leur développement musical (Gratias, Quoniam dans le Gloria, et Incarnatus, Crucifixus et Resurrexit dans le Credo), mais cette pratique est courante, et on peut la retrouver notamment dans la Messe en si de Bach.
L’œuvre s'écarte cependant à plusieurs reprises de l’Ordinaire de la messe, et comporte un Motet pour l’offertoire, un O Salutaris, et un Domine salvum fac Regem nostrum qui reprend la tradition liturgique de l’Ancien Régime, ce qui correspond aux mœurs musicales françaises en pleine période de Restauration.
De l’ensemble se détache le Resurrexit, proprement inouï pour l’époque, surtout pour une messe, d’autant qu’il émane du génie brut d’un très jeune musicien qui connaissait à peine les règles de l’écriture classique. C'est d'ailleurs le seul mouvement que Berlioz prétendait avoir conservé.

## Emprunts
Berlioz reprendra plusieurs extraits de cette messe dans des œuvres postérieures.
Il reprend plusieurs éléments du Resurrexit dans son opéra Benvenuto Cellini, ainsi que dans sa Grande Messe des Morts.
Le thème de la "Scène aux Champs" de la Symphonie Fantastique est tiré du Gratias agimus Tibi.
Le thème de l’Agnus Dei du Te Deum, de trente ans postérieur, est celui de l’Agnus Dei de cette messe.
Si la pratique des réemplois est courante chez Berlioz (autant dans la Symphonie Fantastique, dans Lélio ou le retour à la vie ou dans la Damnation de Faust), il est remarquable que cette Messe Solennelle soit au cœur des inspirations d'un compositeur qui revendiquait sa destruction. La question de l’« authenticité » historique d’une œuvre d’art, et musicale en particulier, soulève ainsi plusieurs paradoxes.

## Orchestration
L’orchestre est classique, à la différence de la plupart des œuvres postérieures de Berlioz, notamment religieuses, comme la Grande Messe des Morts ou le Te Deum. Les bois sont par deux, quatre cors, deux trompettes, trois trombones, timbales, cymbales et tam-tam (pas de grosse caisse), une harpe. Le buccin et le serpent (instruments propres à l’ancienne musique d'église) ont également quelques interventions ponctuelles.
Les solistes sont au nombre de trois, soprano, ténor et basse, et le chœur, exclusivement masculin selon la coutume de l’époque, est divisé en quatre partie : Dessus, Hautes-contre, Tailles et Basses-tailles.

## Enregistrements
- Messe Solennelle, Christa Pfeiler, soprano, Ruben Velasquez, ténor, Jacques Perroni, basse, Chœur et Orchestre de la Philharmonie Nationale de Cracovie, sous le patronage de l'UNESCO et du président français François Mitterrand. Dirigé par Jean-Paul Penin, le 5 octobre 1993  en la basilique de Vézelay. France-Télévision, France Musique, Accord Universal Music Group, 1994. Premier enregistrement de l'œuvre.
- Messe solennelle, Donna Brown (soprano), Jean-Luc Viala (ténor), Gilles Cachemaille (basse), Orchestre Révolutionnaire et Romantique, dirigé par John Eliot Gardiner le 12 octobre 1993 en la cathédrale de Westminster, Londres (enregistrement public) (Philips Classics, 1994).

## Sources
- (en) Cet article est partiellement ou en totalité issu de l’article de Wikipédia en anglais intitulé « Messe solennelle (Berlioz) » (voir la liste des auteurs).
- Notes du livret de l'enregistrement de Penin (voir section enregistrement)
- Notes du livret de l'enregistrement de Gardiner (voir section enregistrement)
- Berlioz, Mémoires, Paris, Garnier-Flammarion, 1969.
- David Cairns, Berlioz: The Making of an Artist (le premier volume de sa biographie de Berlioz), André Deutsch, 1989)  (ISBN 9780140287264)
- Hugh Macdonald, Berlioz ("The Master Musicians", J.M.Dent, 1982)
- Berlioz, Memoirs (Dover, 1960)
- Association Nationale Hector Berlioz, Bulletin de liaison n°44, janvier 2010.